# Зинджирликую
Зинджирликую (тур. Zincirlikuyu) — квартал в районе Шишли, расположенный на европейской стороне Стамбула (Турция). Будучи частью района Эсентепе он находится на вершине холма на границе района с Бешикташем на востоке. В последние годы Зинджирликую был перестроен.
Зинджирликую известен как крупный транспортный узел, где бульвар Барбарос, идущий из Бешикташа, встречается с проспектом Бююкдере в направлении Левента и пересекает Стамбульскую внутреннюю кольцевую автостраду, соединяя район Босфорского моста с Меджидиекёем, другим важным деловым центром.

## Транспортный узел

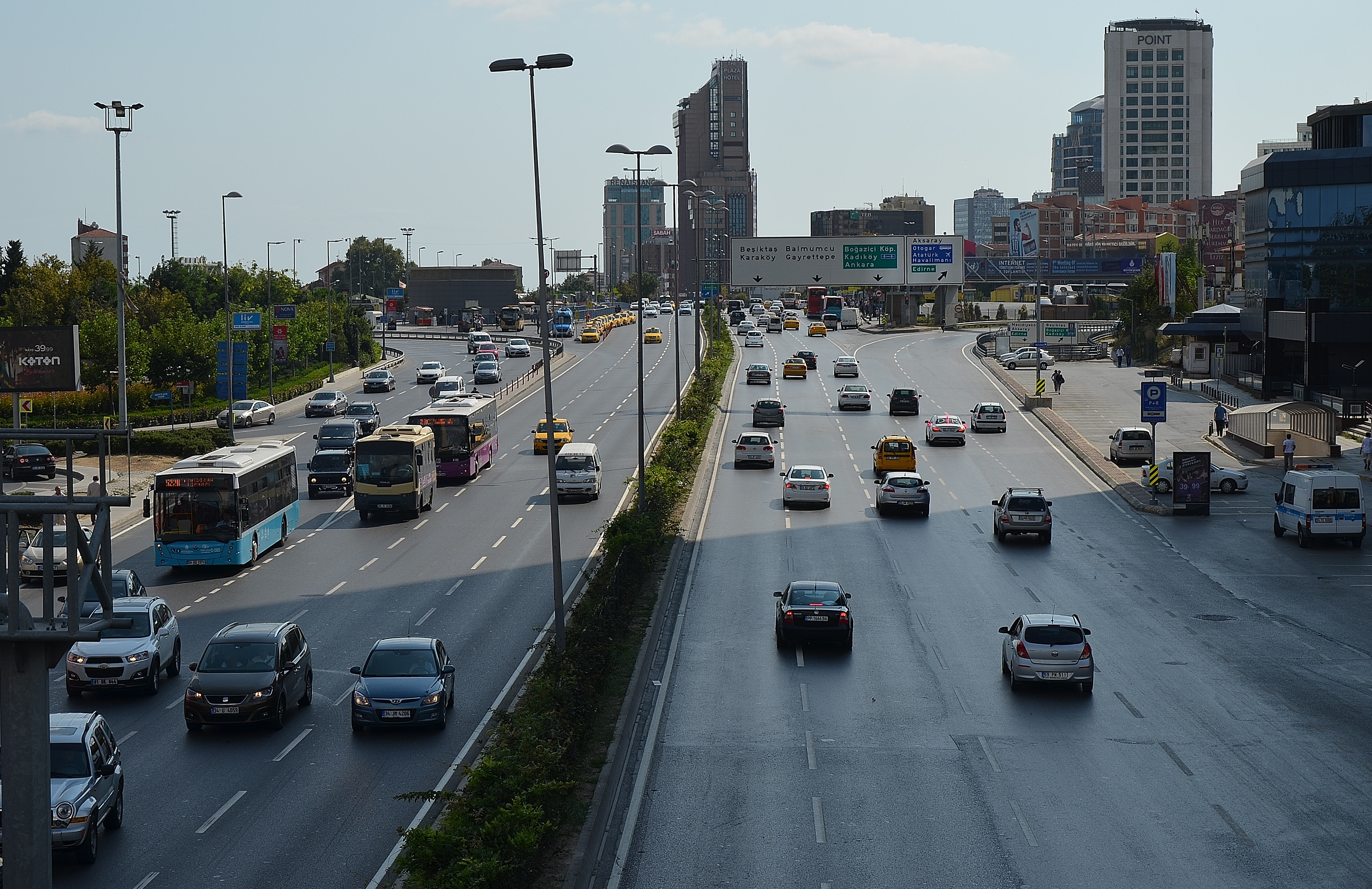
Бульвар Барбарос в Зинджирликую

Зинджирликую — крупнейшая автобусная развязка на европейской стороне Стамбуле. Здесь расположены автобусные станции с маршрутами во все четыре направления: в Левент, Меджидиекёй и Бешикташ, являясь первой остановкой перед Босфорским мостом и последней после моста для пригородных автобусов, идущих из азиатской части города. Зинджирликую обслуживается более чем 40 городскими автобусными линиями IETT, и пятью из восьми линий метробуса, являясь терминалом для некоторых из них.
Станция метробуса Зинджирликую связывается со станцией метрополитена Гайреттепе и центром Зорлу пешеходными туннелями длиной 770 м и 230 м, которые включают в себя 6 эскалаторов, 7 лифтов для инвалидов и 14 движущихся дорожек длиной 368 метров. Строительство этих туннелей стоило около 40 миллионов турецких лир.

## Кладбище

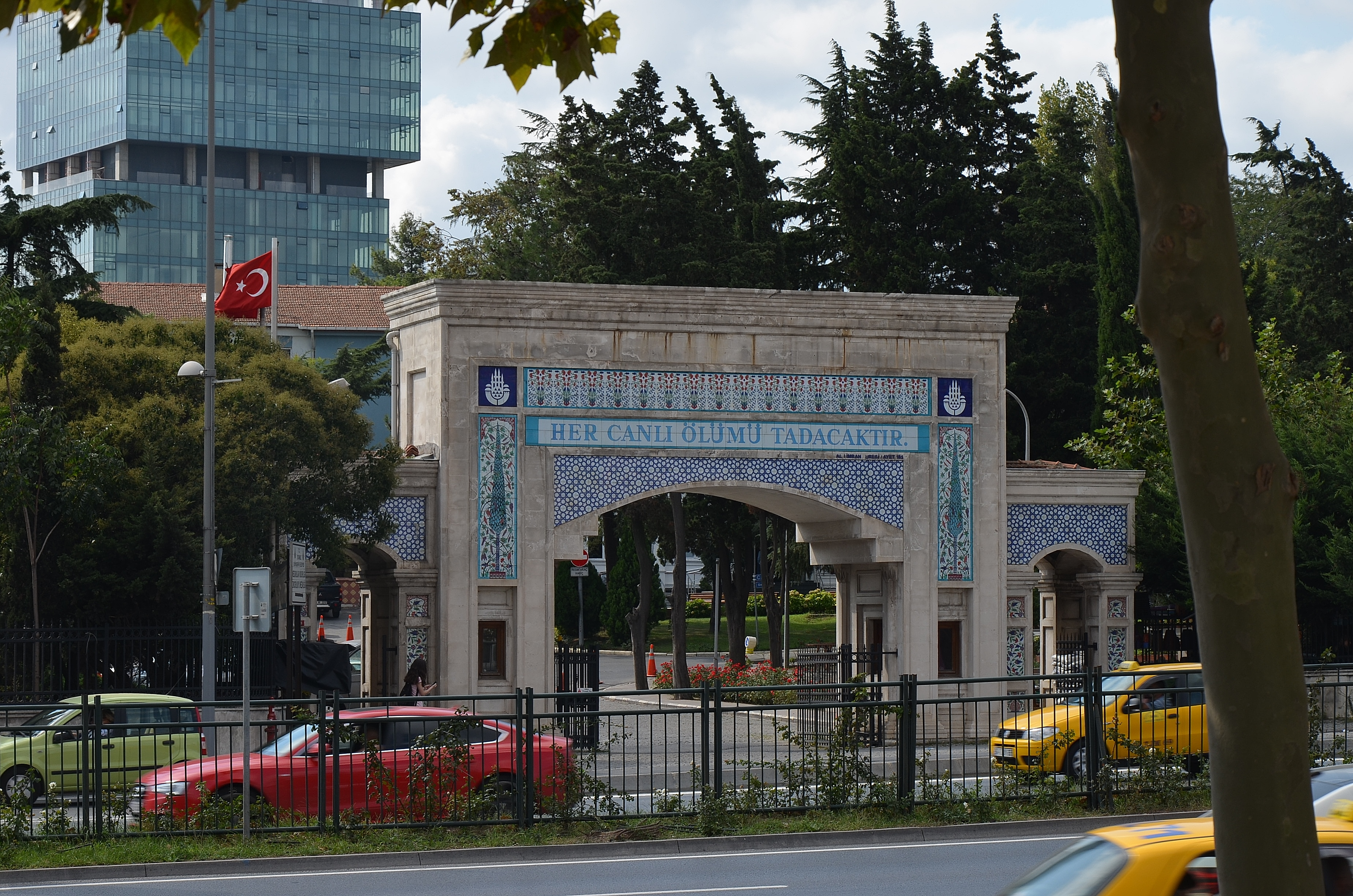
Главные ворота кладбища Зинджирликую

В районе Зинджирликую находится одно из самых больших в Стамбуле одноимённое кладбище площадью 0,381 км², занимая большую часть квартала. Оно было образовано в 1935 году, а в 1950-х годах достигло своих нынешних размеров. Там похоронены многие выдающиеся политики, бизнесмены, спортсмены и деятели искусства. Кладбище заполнено полностью за исключением семейных могил. Там же расположен самый первый в Турции крематорий. На территории кладбища находится мечеть, построенная и подаренная турецким предпринимателем Ибрагимом Бодуром.

## Центр Зорлу

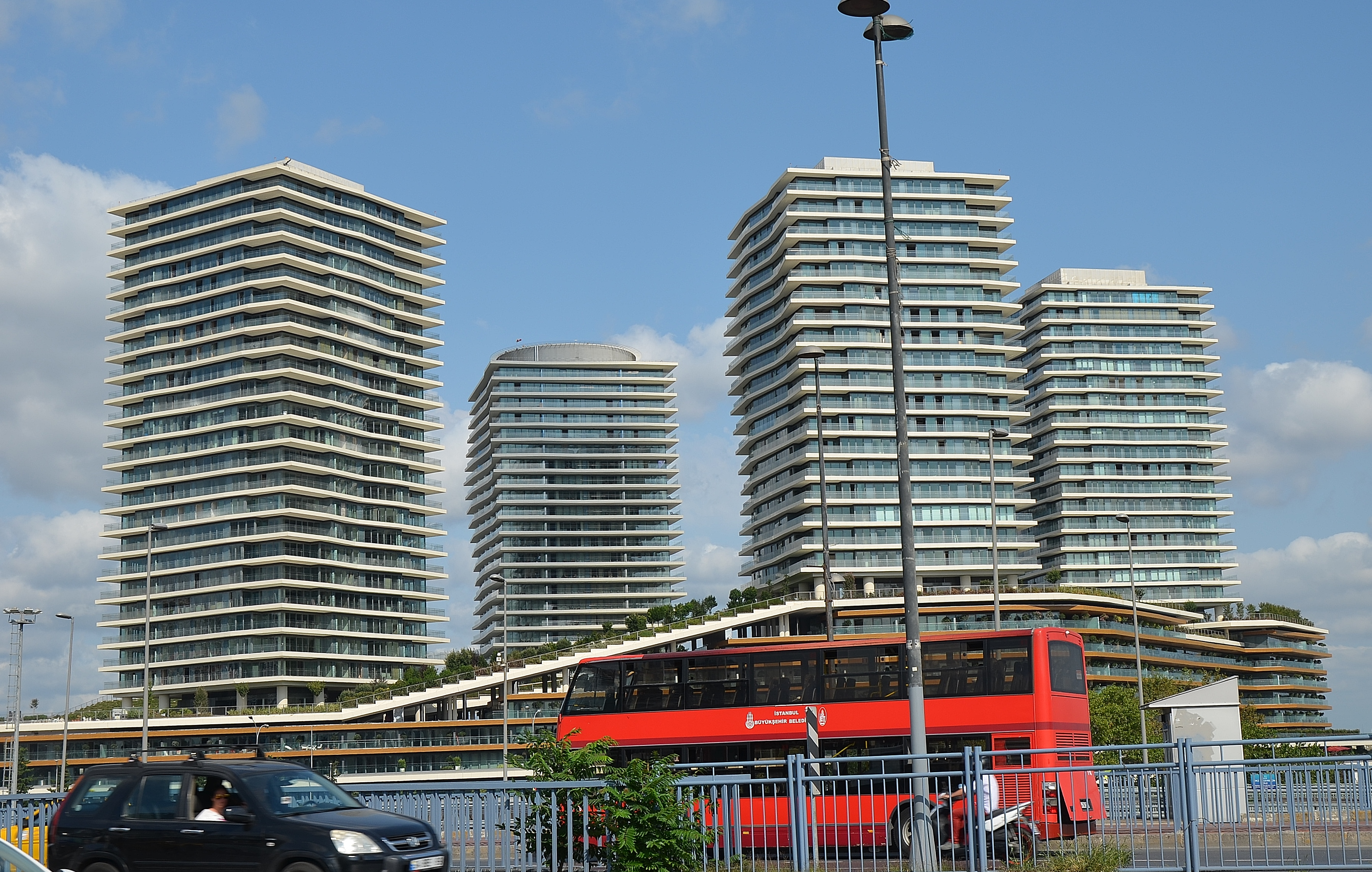
Башни центра Зорлу

Открытый в октябре 2013 года центр Зорлу представляет собой комплекс жилой застройки, офисных помещений и торгового центра с более чем 200 магазинами, 40 кафе и ресторанами. Он также включает в себя крупнейший в городе центр исполнительских искусств.